# Автомобиль-бомба

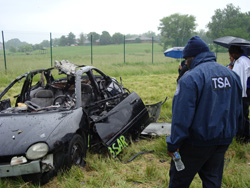
Заминированный автомобиль Chrysler Neon, разрушенный взрывом (учения Администрация транспортной безопасности США)

Автомобиль-бомба или автомобильная бомба (англ. Car bomb) — разновидность самодельного взрывного устройства, представляющая собой заминированный автомобиль (он может быть наполнен взрывчаткой либо же взрывное устройство присоединено к автомобилю каким-либо образом).
При этом следует различать случаи, когда целью является убийство тех, кто использует автомобиль, и случаи, когда целью является поражение людей и строений, находящихся вне автомобиля.
Во втором случае в зависимости от плана операции по подрыву автомобиля у водителя может как присутствовать возможность покинуть машину (если она припаркована), так и отсутствовать (если он должен находиться за рулём, чтобы осуществить подрыв).
Автомобиль-бомба предназначен для уничтожения людей, попадающих в зону поражения, и разрушения зданий (или любой другой собственности), вследствие чего взрывы автомобилей стали характерным почерком как для организованных преступных группировок, так и для партизанских воинских формирований (в некоторых случаях к этому методу могут прибегать даже спецслужбы). Автомобили-бомбы могут перевозить относительно большое количество взрывчатки, не привлекая подозрений и являясь собственно механизмом доставки (так, в грузовике, который взорвался в Оклахома-Сити, было 3200 кг взрывчатых веществ). Теоретически любое действие может быть использовано как триггер для активации бомбы: открытие дверей автомобиля, запуск двигателя, нажатие на педаль газа или тормоза. Автомобиль может быть подорван также при помощи дистанционного детонатора или при срабатывании таймера.

## Синонимы
К автомобилям-бомбам и иным транспортным средствам (тракторам) для убийства или нанесения увечий всем людям, находящимся рядом с машиной, и разрушения находящихся рядом зданий в зоне боевых действий на Ближнем Востоке также применяется термин шахид-мобиль или неологизм появившийся в современном русском языке джихад-мобиль. «Джихад-мобиль» является неофициальным названием в среде российских военнослужащих всех видов гражданских транспортных средств (колёсных и гусеничных), которые переоборудованы в кустарных условиях для осуществления однократной суицидальной атаки (см. шахид) самоподрывом с помощью мощного взрывного устройства. В официальном документообороте американских вооружённых сил для данного вида техники принята аббревиатура SVBIED (англ. Suicide Vehicle-Borne Improvised Explosive Device).

## История
Предшественниками автомобилей-бомб считаются голландские брандеры XVI века, которые атаковали испанские корабли и взрывались, нанося огромный ущерб и заставляя флот буквально сгорать дотла. Огромное количество подобных кораблей использовалось голландцами во время осады Антверпена. Принцип этих кораблей и был заложен в основу автомобилей-бомб. Позднее бомбы закладывались и в кареты: 24 декабря 1800 года группой заговорщиков была предпринята неудачная попытка таким образом устранить Наполеона Бонапарта. В 1905 году упоминаются подобные методы борьбы армянских националистов против турецких властей: Папкен Сюни, член организации «Дашнакцутюн», планировал таким образом убить турецкого султана Абдул-Хамида II. В 1927 году произошёл первый случай взрыва автомобиля перед зданием школы «Бэт», когда Эндрю Кехо подорвал бомбу в своём автомобиле, предварительно организовав пожар на своей ферме и взорвав ещё одну бомбу в школе.
Распространение автомобили-бомбы получили особенно на Ближнем Востоке: еврейская военизированная организация «Лехи» использовала этот метод для ведения партизанской войны против британских властей и палестинцев, но вскоре палестинцы переняли этот метод и приняли его на вооружение. Во время гражданской войны в Ливане достаточно часто минированием автомобилей с последующим их подрывом занималась «Хезболла»: крупнейшим терактом с использованием автомобиля-бомбы стали взрывы казарм миротворцев в Бейруте, когда в результате двух атак подобных «джихад-мобилей» погибли 241 солдат Корпуса морской пехоты США и 58 французских военных. Организаторы терактов остались неизвестны, хотя об ответственности заявляло шиитское Свободное исламское революционное движение. Всего во время войны в Ливане был совершён 3641 подрыв автомобилей. В наши дни подобные «джихад-мобили» стали чаще и чаще применяться террористами-смертниками.. С другой стороны, Ирландская республиканская армия (её «временное крыло») также не брезговала подобными методами ведения войны. Во время конфликта в Северной Ирландии повстанцы ИРА нередко минировали легковые и грузовые автомобили, принадлежавшие британским военным и ольстерским лоялистам. По оценке начальника штаба «Временной» ИРА Шона Макстивена, автомобильная бомба была полезна и с тактической точки зрения (заставляя стягивать войска и спецслужбы в определённые районы, оставляя слабые места для дальнейших атак), и со стратегической точки зрения (нанося ущерб экономике Великобритании, нарушая возможность управления регионом и нанося моральный ущерб сторонникам британских властей).
Во время второй чеченской войны зафиксировано применение взрывных устройств на автомобилях под управлением смертников.
Применение данной тактики отмечено во время американской интервенции в Ирак, особенно в 2005 году, во время выборов. После целенаправленного выявления и уничтожения производственных мощностей заметно снизилось. Опыт иракской войны, осмысленный в остальном мире, привёл к росту применения такой техники, в особенности в странах Африки.

## Применение
Мощность взрыва зависит от количества взрывчатки в автомобиле (там можно спрятать достаточно большое количество), а также усиливается за счёт осколков и шрапнели (они разлетаются вокруг и наносят ущерб людям и зданиям) и наличия бензина в бензобаке. Вследствие этого заминированный автомобиль может применяться в различных ситуациях, а взрывное устройство может быть установлено в любой части автомобиля. Первые взрывные устройства устанавливались так, чтобы сработать при повороте ключа зажигания и запуске двигателя, однако этот метод был слишком сложным технически. По данным расследований взрывов последних лет, в большинстве случаев бомба крепилась на магните к днищу автомобиля, под водительское или пассажирское место или даже внутри брызговика. Детонатор мог сработать при открытии двери или нажатии на педаль газа или тормоза.
В бомбах, которые крепятся к днищу автомобиля, используется принцип «наклоняющегося запала». Этот запал — небольшая стеклянная или пластиковая трубка внешне неотличима от ртутного выключателя. Один конец запала соединён со ртутью, второй (открытый) подсоединён с концами разомкнутой цепи к электрической цепи возгорания. Если запал будет сдвинут или дёрнут, ртуть поднимется в верхнюю часть трубки и замкнёт цепь. Поскольку автомобиль движется не по идеально ровной поверхности, а постоянно вынужден то подниматься, то опускаться, таким образом замыкается цепь и приводится в действие бомба.
Тот, кто устанавливает взрывное устройство, может использовать и специальный таймер, внедрённый в цепь: она замкнётся только по прошествии определённого времени. Следовательно, установивший бомбу человек имеет шансы не только успеть отойти в безопасное место, но и не привести её в действие раньше времени.

## Джихад-мобиль
Джихад-мобиль — это неофициальное название в среде российских военнослужащих всех видов гражданских транспортных средств (колёсных и гусеничных), которые переоборудованы в кустарных условиях для осуществления однократной суицидальной атаки (см. шахид) самоподрывом с помощью мощного взрывного устройства. В официальном документообороте американских вооружённых сил для данного вида техники принята аббревиатура SVBIED (англ. Suicide Vehicle-Borne Improvised Explosive Device).

### Суть явления
Как правило, основой джихад-мобилей становятся колёсные транспортные средства гражданского назначения, которые оснащаются взрывными устройствами и средствами их инициирования. В качестве таковых может быть выбрано всё, что угодно, начиная с мотороллера, у которого в багажнике заложена противотанковая мина, заканчивая карьерным самосвалом с кузовом, полным взрывчатого вещества. Иногда встречаются джихад-мобили на базе трофейных машин MRAP или гусеничной техники, например боевых машин пехоты. Нередко конструкция джихад-мобилей в целях повышения их шансов достичь своей цели усиливается импровизированными листами брони, оснащается противокумулятивными решётчатыми экранами, противопульными колёсами и т. п.
Эпизодическое задействование террористами взрывных устройств на автомобилях под управлением смертников практиковалось ещё во время второй чеченской войны на Северном Кавказе. Гораздо более масштабное применение джихад-мобилей террористической организацией «Аль-Каида» было отмечено в ходе американской интервенции в Ирак, однако после целенаправленного выявления и уничтожения производственных мощностей оно заметно пошло на убыль. В то же время во всём остальном мире был зафиксирован быстрый рост использования этого вида техники, причём особенно стремительно он набирает силу в странах Африки.

### Оценка специалистов

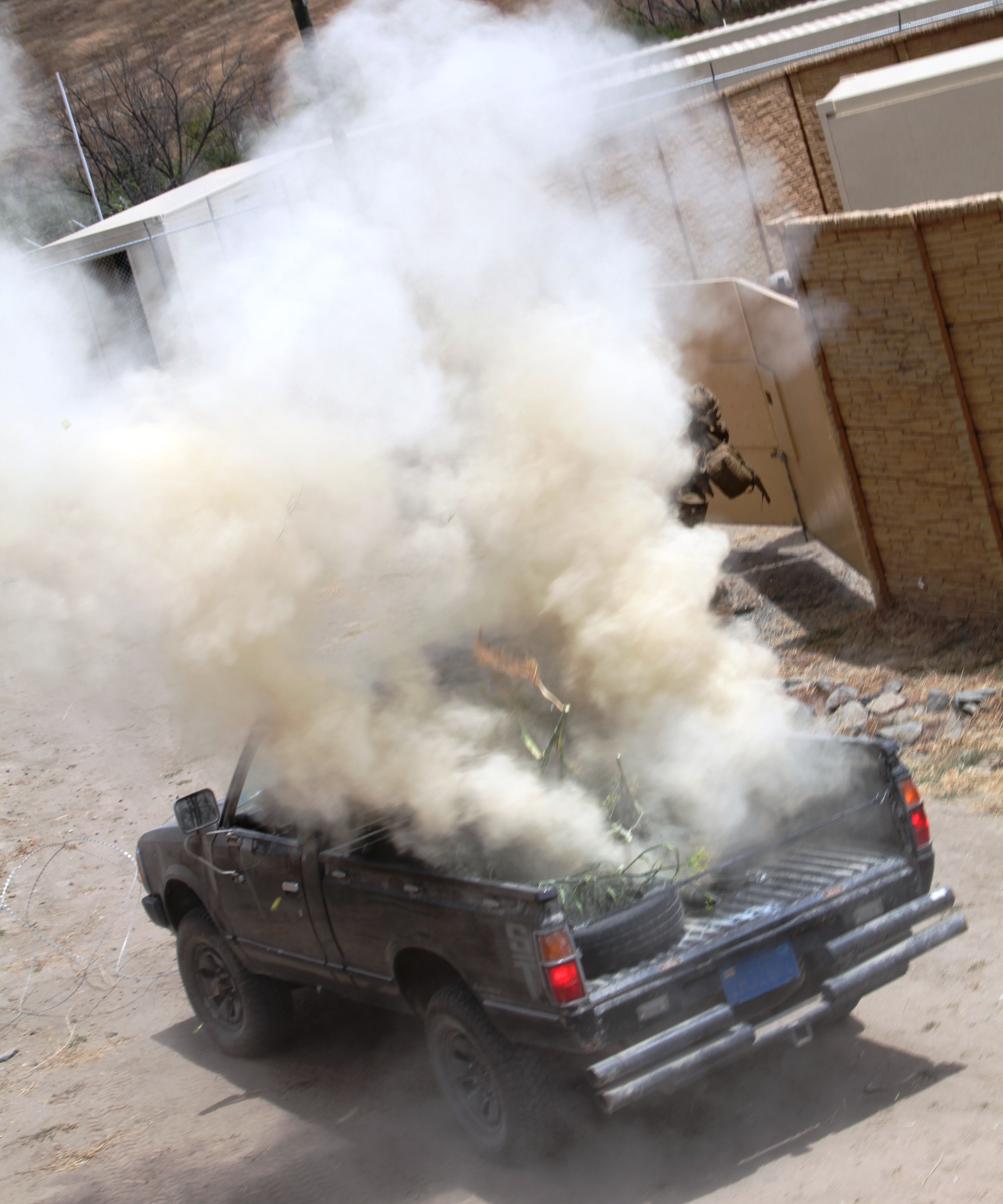
Морская пехота США отрабатывает учебный сценарий: шахид-мобиль сдетонировал заехав на территорию американской базы, итог — пятеро раненых

По мнению российского военного эксперта В. Мураховского грамотное задействование джихад-мобиля в условиях ограниченной видимости (в плотной застройке, в складках рельефа и т. п.) может сделать его очень опасным оружием по целому ряду причин.
Во-первых, в несомый им подрывной заряд преднамеренно закладывается избыток мощности, которого хватает на уничтожение любой бронетехники.
Во-вторых, основой джихад-мобилей часто становятся скоростные легковые машины и пикапы, способные быстро сблизиться с объектом атаки. В-третьих, водитель такой машины, заранее зная свою обреченность на смерть, не станет отворачивать при обстреле.
Нередко особо подчёркивается серьёзность психологического эффекта, который оказывает на неприятеля использование джихад-мобиля, так как не всякий военнослужащий обладает столь сильной волей, чтобы сохранять спокойствие видя приближение самоходной «адской машины», которой управляет рвущийся к смерти фанатик.
Американские специалисты признают, что в оперативных сценариях боевых действий Исламского государства джихад-мобилям отведена весьма важная роль. Считается, что их тактическая ниша аналогична назначению управляемого ракетного оружия, но с той лишь разницей, что вся высокотехнологическая начинка заменена недорогим расходным материалом в виде человека-смертника.
Бойцы курдского ополчения Пешмерга отмечали, что тактика применения джихад-мобилей постоянно эволюционирует, например во время битвы за Мосул (2016—2017) используемые против курдов машины от одной атаки к другой имели тенденцию постепенно возрастать в размерах. Кульминацией этой тенденции стали попытки джихадистов атаковать курдские подразделения огромными бронированными мусоровозами, наполненными самодельной взрывчаткой. Причём, эти машины были столь хорошо защищены, но при этом — медленны и неповоротливы, что бойцы Пешмерга просто перенесли свою активность в районы, недоступные для колёсного транспорта.
Тем не менее отмечается, что попытки Исламского государства встроить атаки джихад-мобилей в систему ведения традиционных боевых действий пока что нельзя признать успешными. Например, нередко игиловцы бросают джихад-мобили в бой без каких-либо попыток воспользоваться результатами их самоподрыва, что указывает на нехватку в их иерархии управления грамотного командного состава среднего звена.

## Контрмеры
Для защиты уязвимых объектов от заминированных машин используются дорожные заграждения, блокпосты, стены Джерси, бетонные блоки, и металлические барьеры. Здания проектируются так, чтобы устоять в результате мощных взрывов. Вводятся и иные меры безопасности, запрещающие автомобилям подъезжать в определённые районы: так, с 1991 года в Лондоне на Даунинг-стрит, 10 не могут попасть посторонние (меры были приняты в связи с возросшей активностью ИРА); также в Вашингтоне часть Пенсильвания-авеню, находящаяся перед Белым Домом, закрыта для многих видов транспорта.